# Пірникоза аргентинська
Пірникоза аргентинська (Podiceps gallardoi) — вид водних птахів родини пірникозових (Podicipedidae).

## Поширення
Вид поширений на півдні Південної Америки. Гніздиться на кількох базальтових озерах в аргентинській Патагонії. У позашлюбних період птахів спостерігали в Чилі. На зимівлю мігрує на атлантичне узбережжя провінції Санта-Крус. За оцінками, що проводилися з 2012 по 2018 роки, птах нечисленний, але популяція стабільна і становить 650—800 дорослих птахів.

## Опис
Невелика пірникоза, завдовжки 32 см та вагою 500 г. Верхня частина тіла чорна, нижня біла. Чубчик на голові коричневий. Очі яскраво-червоні, дзьоб темно-сірий. Ноги чорні.

## Спосіб життя
Живе у холодних гірських озерах на висотах 500—1200 м. Живиться водними безхребетними. Може перебувати під водою до 16 с. Гніздування відбувається в колоніях до 130 пар з жовтня по березень.